# Обрушение навеса на железнодорожной станции Нови-Сад
Обрушение навеса на железнодорожной станции Нови-Сад — несчастный случай, который произошёл 1 ноября 2024 года в 11:52 на железнодорожной станции Нови-Сад. Погибли 16 человек, включая шестилетнюю девочку. Двое молодых людей получили тяжёлые ранения. Среди жертв — пятнадцать граждан Сербии и один гражданин Северной Македонии.

## Предыстория
В 2021 году были опубликованы планы по восстановлению и расширению станции в рамках усилий правительства Сербии по ревитализации и модернизации железнодорожной инфраструктуры с внедрением высокоскоростных поездов. Восстановление включало модернизацию путей, строительство новой платформы и полное обновление главного здания с дополнительными лифтами для инвалидов. Работы начались в сентябре 2021 года.
Условием для восстановления был снос моста Боско Перошевича и реконструкция железнодорожного моста Жежель, согласно проекту Александра Бойовича, который был построен международным консорциумом JV Azvi—Taddei—Horta Coslada International. Реконструкцию железнодорожной станции выполняли китайские компании China Railway International и China Communications Construction Company (CCCC) в рамках проекта железная дорога Будапешт—Белград, которая является частью более широкого плана для международной железнодорожной сети.
Отремонтированное здание станции было открыто 19 марта 2022 года, с новой линией, поезда которой достигают скорости 200 км/ч между Белградом и Нови-Садом.

## Обрушение
1 ноября 2024 года около 11:50 обрушился навес над главным входом на железнодорожную станцию Нови-Сад. В результате несчастного случая погибли 15 человек, включая шестилетнего мальчика, и трое человек получили травмы. Шестнадцатый пострадавший, 19-летний Вукашин Црнчевич (серб. Vukašin Crnčević), скончался 21 марта 2025 года, после продолжительных попыток спасти его жизнь.
Инженер Даниел Дашич заявил, что навес обрушился из-за дополнительной стальной конструкции стеклянных панелей, которые были установлены во время восстановления.

## Реакция
Правительство Сербии объявило 2 ноября 2024 года днём скорби, в то время как в Нови-Саде объявили трехдневный траур. В Республике Сербской также был объявлен день скорби.
Президент Сербии Александр Вучич потребовал политической и уголовной ответственности за несчастный случай. Китайский консорциум, который выполнял работы по восстановлению, заявил, что навес не был частью реконструкции.
События и последующая реакция со стороны представителей государства послужили «триггером» для начала массовых акций протеста.

### Международная

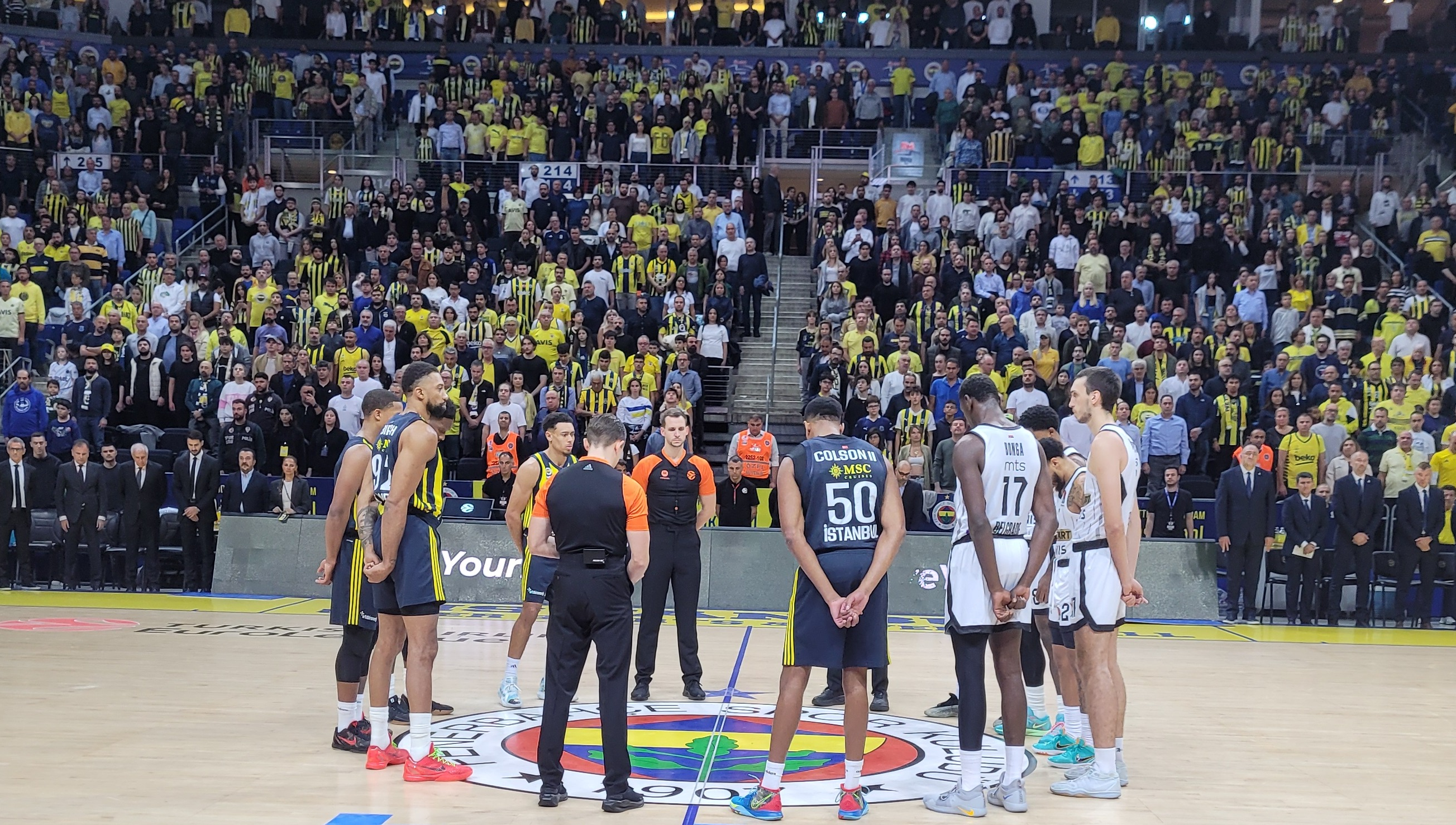
Минута молчания перед баскетбольным матчем Евролиги в Стамбуле

В связи с трагедией свои соболезнования выразили дипломаты и главы государств, включая, канцлера Австрии Карла Нехаммера, премьер-министра Хорватии Андрея Пленковича, премьер-министра Венгрии Виктора Орбана, членов Президиума Боснии и Герцеговины Дениса Бечировича и Жельки Цвиянович, президента Казахстана Касым-Жомарта Токаева, президента Черногории Якова Милатовича, посла Норвегии в Сербии Кристин Мелсом, президента России Владимира Путина и президента Беларуси Александра Лукашенко.
Республика Сербская в составе Боснии и Герцеговины и Черногория объявили траур 2 и 3 ноября соответственно.